# Christian Rivers
Christian Rivers, född 1974 i Wellington, Nya Zeeland, är en nyzeeländsk filmregissör. Han har sen tidigare arbetat med storyboards och specialeffekter på flera av Peter Jacksons filmer som Braindead och King Kong där han belönades med en Oscar för bästa specialeffekter. Rivers långfilmsdebuterade med bokfilmatiseringen Mortal Engines år 2018.